# North End (Boston)
Pour les articles homonymes, voir North End.
North End est un quartier de la ville de Boston dans l'État du Massachusetts, au nord-est des États-Unis. C'est le secteur le plus ancien de la cité, puisqu'il est habité depuis 1630. Le North End est un vieux quartier d'immigration qui a vu passer des Irlandais et des Juifs au XIXe siècle, puis des Italiens au début du XXe. Aujourd'hui encore, le quartier est réputé pour ses nombreux restaurants italiens, au même titre que Little Italy à New York, ou North Beach à San Francisco.

## Histoire
Le North End a été une communauté distincte de Boston dès 1646. Trois ans plus tard, la région avait une population assez grande pour avoir sa propre église, appelée le North Meeting House. La construction du bâtiment a également conduit au développement du quartier maintenant connu sous le nom de North Square, qui était le centre de la vie communautaire.
Au début du XXe siècle, le North End a été dominé par les immigrants juifs et italiens.  Trois immigrants italiens ont fondé la Prince Macaroni Company, un exemple des entreprises prospères créées dans cette communauté. Pendant ce temps, la ville de Boston a bâti de nombreux équipements publics dans le quartier : l'École Christophe Colomb (maintenant un immeuble en copropriété), un établissement de bains publics et une succursale de la Bibliothèque publique de Boston ont été construits. Ces investissements, ainsi que la création de la Paul Revere Mall (également connu comme « le Prado »), a contribué à la modernisation de North End.

## Démographie
Au Recensement de 2010 la population du quartier s'élevait à 10 131 habitants contre 9 637 au Recensement de 2000 soit une augmentation de 5,1 %. La population de North End est quasi intégralement composée de Blancs (91,3 %) suivi par les Hispaniques (3,5 %), les Asiatiques (2,8 %) et les Noirs (1,1 %). Le nombre d'habitations est de 6 728 contre 6 393 en 2000 soit une augmentation de 5,2 % avec un taux d'occupation en légère diminution passant de 93,5 % à 91,5 %.
Le revenu moyen en 2009 était très important et s'élevait à 70 277 dollars, avec 5,9 % qui avait un revenu inférieur à 10 000 dollars et seulement 7,6 % supérieur à 200 000 dollars .

## Éducation

### Primaires et secondaires
Le Boston Public School system gère l'école primaire John Eliot. L'école a ouvert en 1713 sous le nom North Writing School et a fusionné avec la North Latin School en 1790 pour former la John Eliot School, c'est la plus ancienne école de Boston. 
On trouve aussi la St. Johns School, une école privée catholique fondée en 1873.

### Bibliothèque publique
La bibliothèque publique de Boston exploite une annexe à North End située au 25 Parmenter Street. Cette annexe a été créée en 1913 et a déménagé à son emplacement actuel, un bâtiment conçu par Carl Koch, en 1963. Cette annexe maintient une collection de langue italienne ainsi que d'une collection d'histoire locale, en plus de ses activités habituelles.

## Sites historiques

### Landmarks
North End a douze sites classés au Registre national des lieux historiques (NRHP).
- Old North Church est la plus vieille église de Boston. Elle fut construite en 1723, en s'inspirant des œuvres de Christopher Wren, un architecte anglais, responsable de la reconstruction de Londres après le grand incendie de 1666. C'est au haut de son clocher que Paul Revere fit allumer deux lanternes pour prévenir de l'invasion britannique dans la ville. Elle est classée au NRHP sous le numéro 66000776 le 15 octobre 1966.
- Maison de Paul Revere, construite en 1680, est une maison coloniale en bois du patriote américain Paul Revere à l'époque de la Révolution américaine sise 19 North Square et est maintenant un musée. Elle est classée au NRHP sous le numéro 66000785 le 15 octobre 1966.
- Pierce-Hichborn House (en) est une maison géorgienne située 19 North Square. Elle est adjacente à Maison de Paul Revere et est maintenant utilisée musée à but non lucratif par le Paul Revere Memorial Association. Elle est classée au NRHP sous le numéro 68000042 le 24 novembre 1968.
- Fulton-Commercial Streets District (en), est un quartier historique délimité par Fulton, Commercial, Mercantile, Lewis et Richmond Streets classé au NRHP sous le numéro 730003191 le 21 avril 1973.
- Copp's Hill Burying Ground (en), cimetière fondé le 20 février 1659, classé au NRHP sous le numéro 74000385 le 18 avril 1974.
- St. Stephen's Church (en), anciennement New North Church, située au 401 Hanover Street, est la dernière église de Boston conçue par Charles Bulfinch. Elle est classée au NRHP sous le numéro 75000300  le 14 avril 1975.
- Union Wharf (en) est quai historique construit en 1795 situé entre le 295 et 353 Commercial Street, classé au NRHP sous le numéro 80000669 le 22 juin 1980.
- Vermont Building (en) est un immeuble historique situé 10 Thacher Street construit en 1904. Il est classé au NRHP sous le numéro 84000421 le 13 novembre 1984.
- Ozias Goodwin House (en), est une maison historique sise 7 Jackson Avenue, classé au NRHP sous le numéro 730003191 le 23 juin 1988.
- Copp's Hill Terrace (en), est un parc en terrasse classé au NRHP sous le numéro 90000631 le 19 avril 1990.
- North Terminal Garage (en) est un garage historique sis 600 Commercial Street. Construit en 1925 par Little & Russell il est classé au NRHP sous le numéro 97000971 le 11 septembre 1997.
- Mariners House (en) est un hôtel historique sis 11 North Square. Il a été construit en 1847 par le Port de Boston et la Société d'aide des marins pour être un hôtel bon marché pour les marins de la marine marchande en service actif, classé au NRHP sous le numéro 99001302 le 2 novembre 1999.

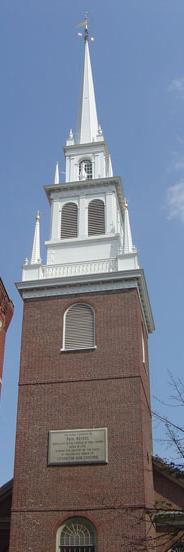
Old North Church
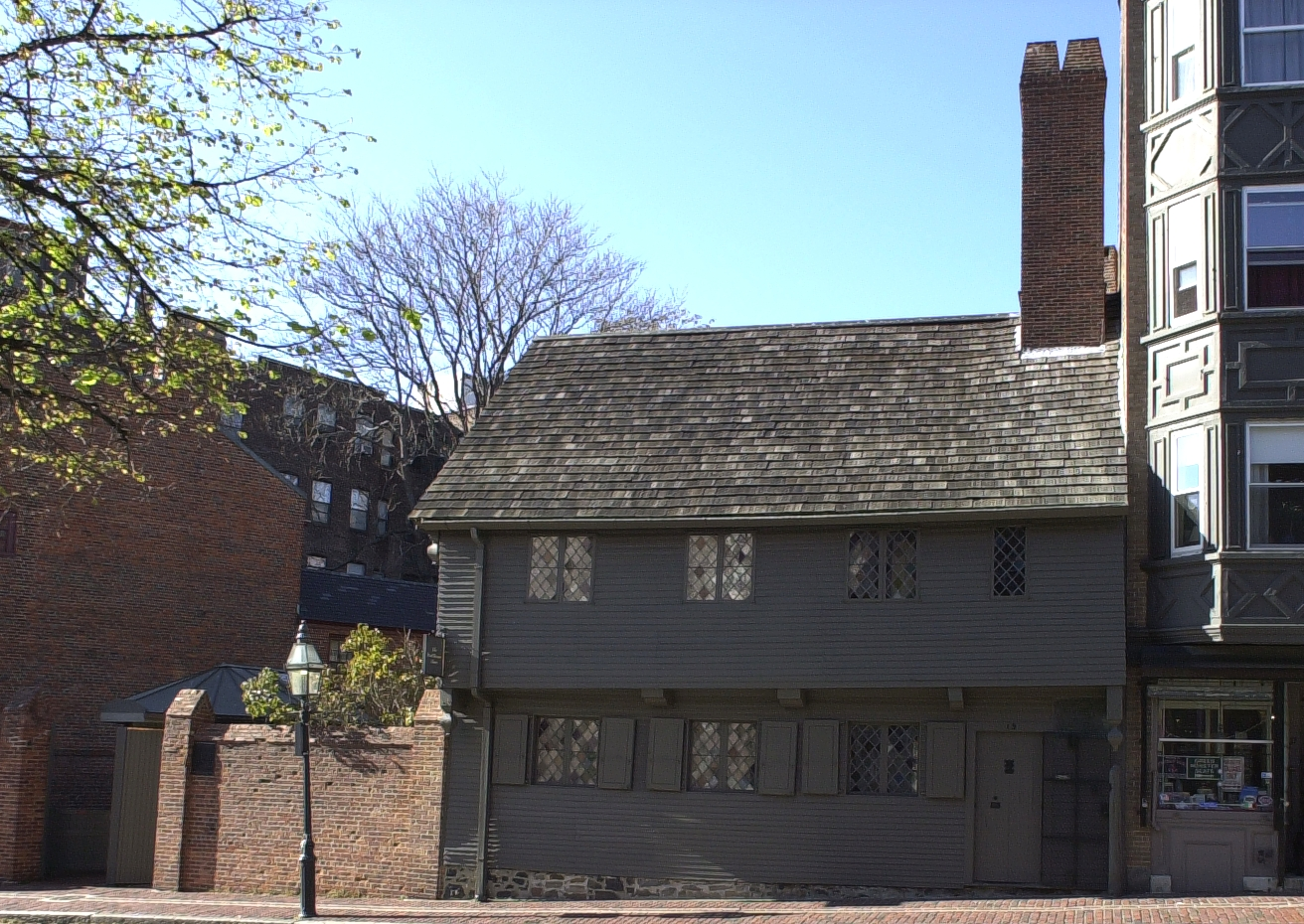
Maison de Paul Revere
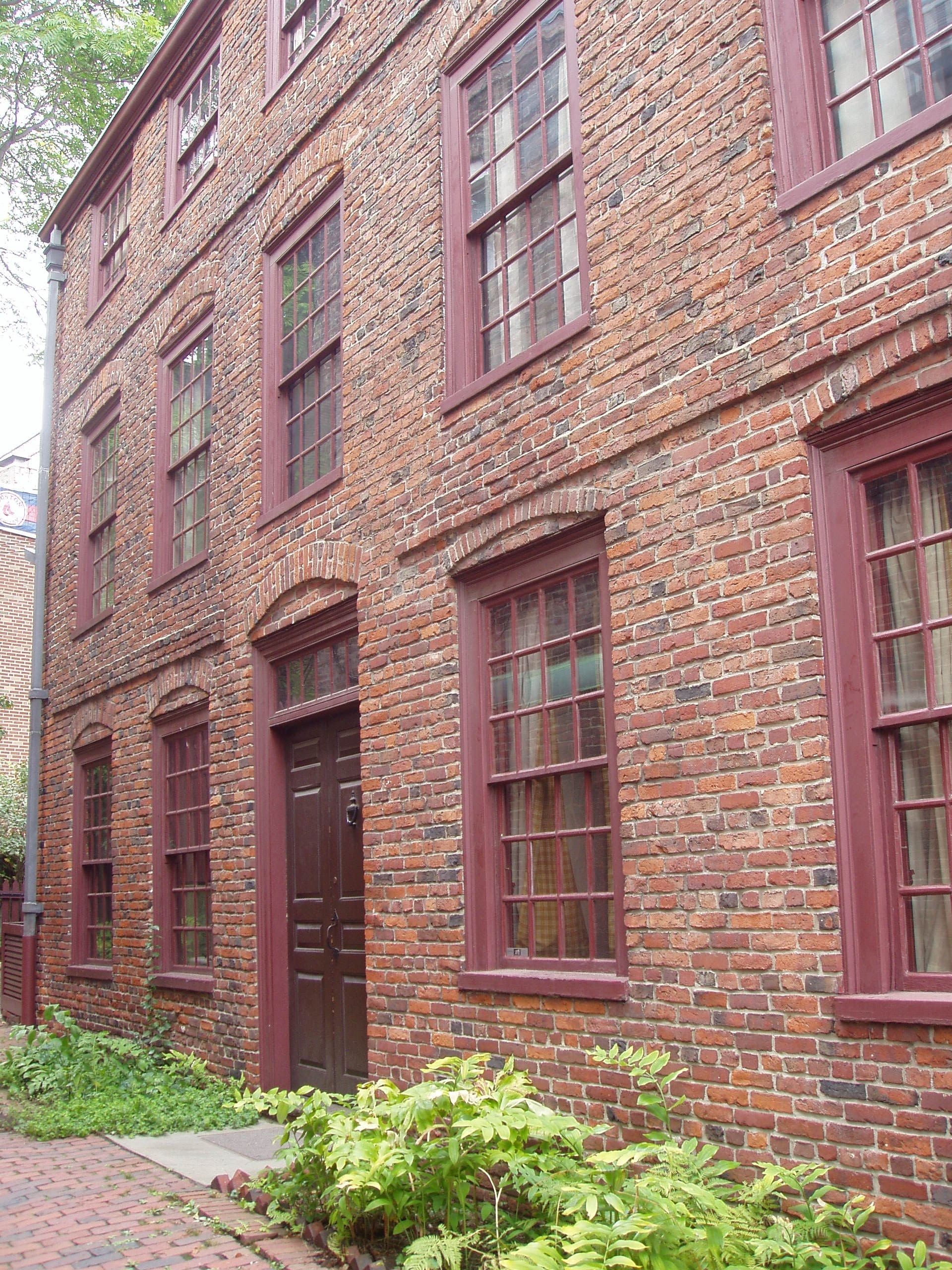
Pierce-Hichborn House
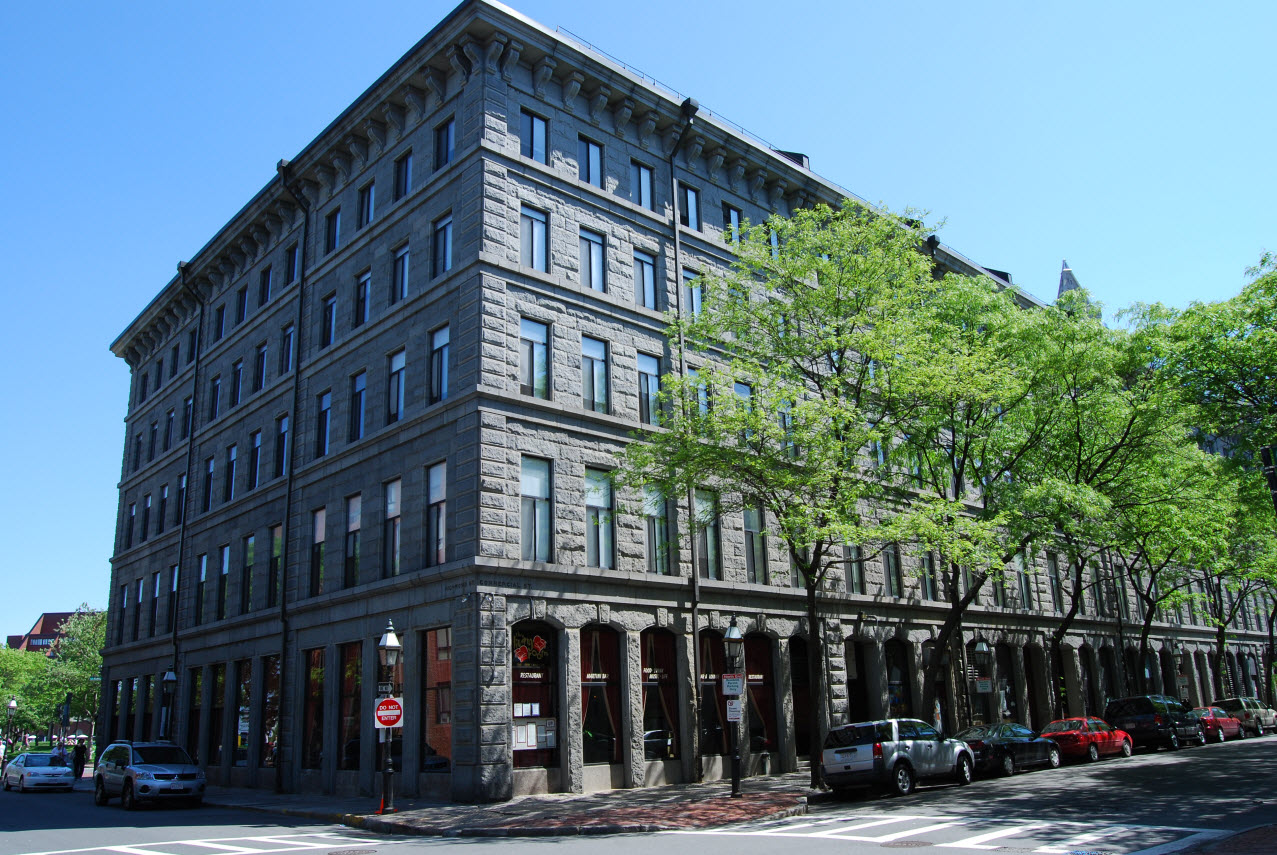
Fulton-Commercial Streets District
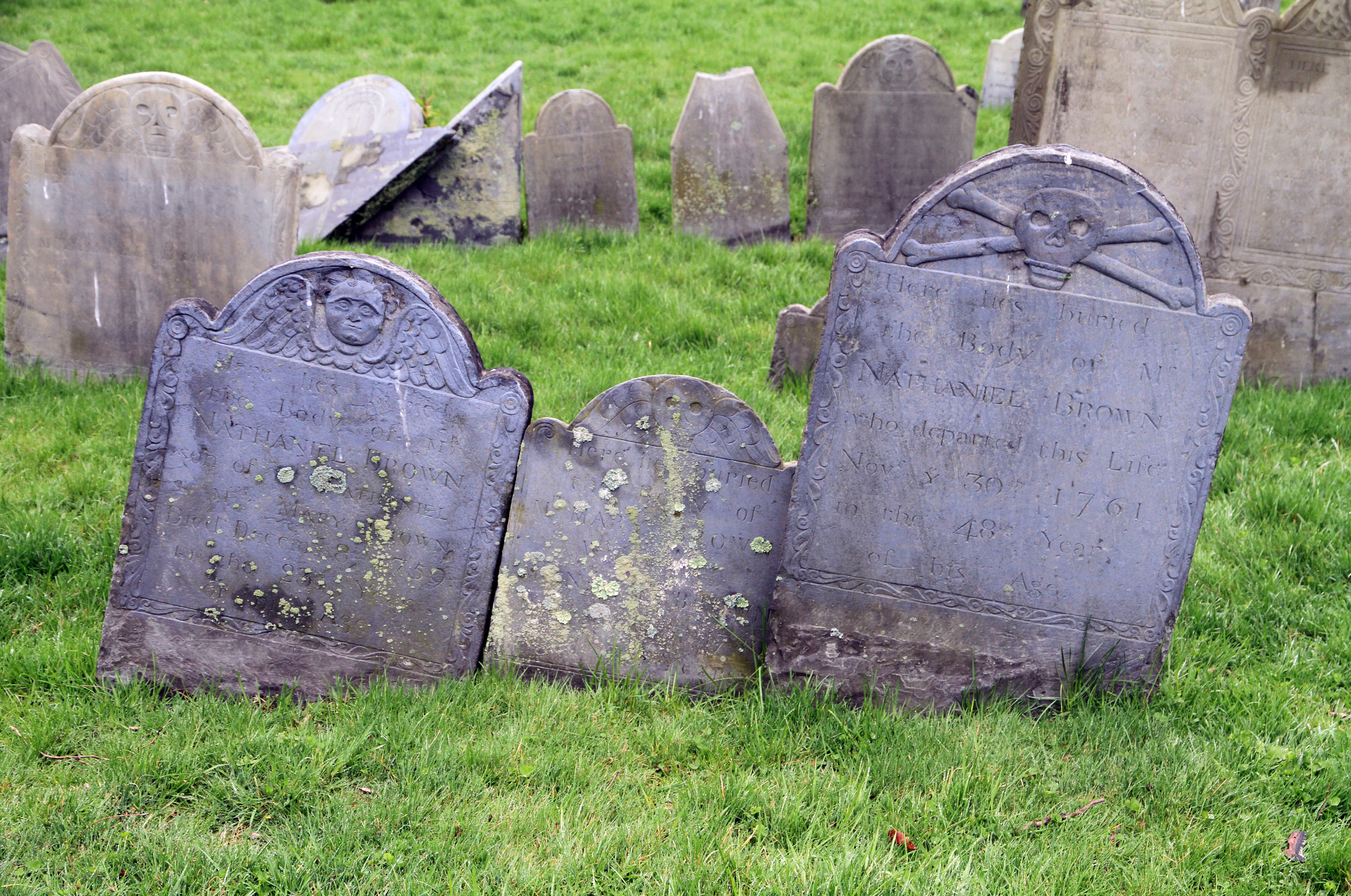
Copp's Hill Burying Ground
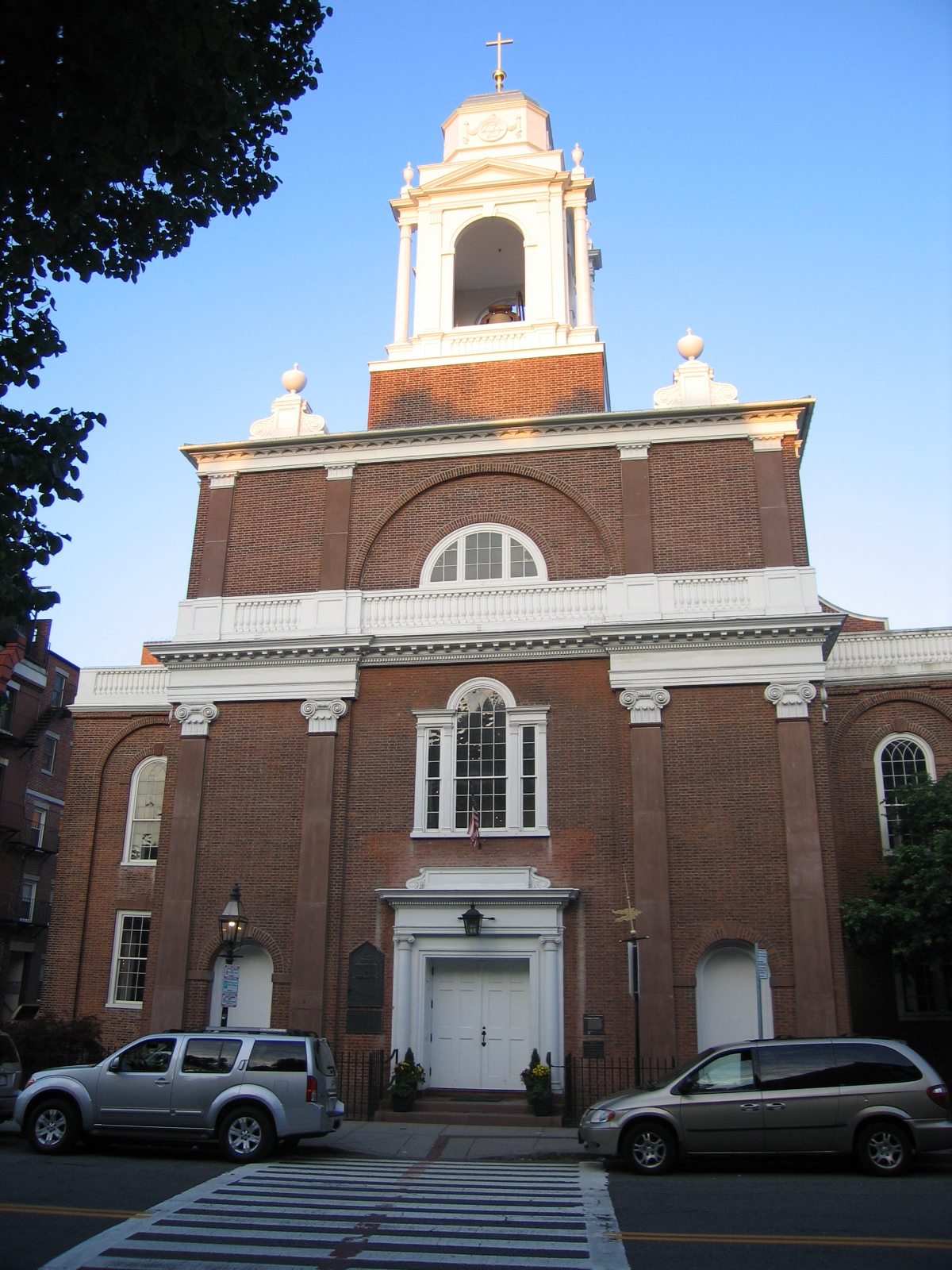
St. Stephen's Church
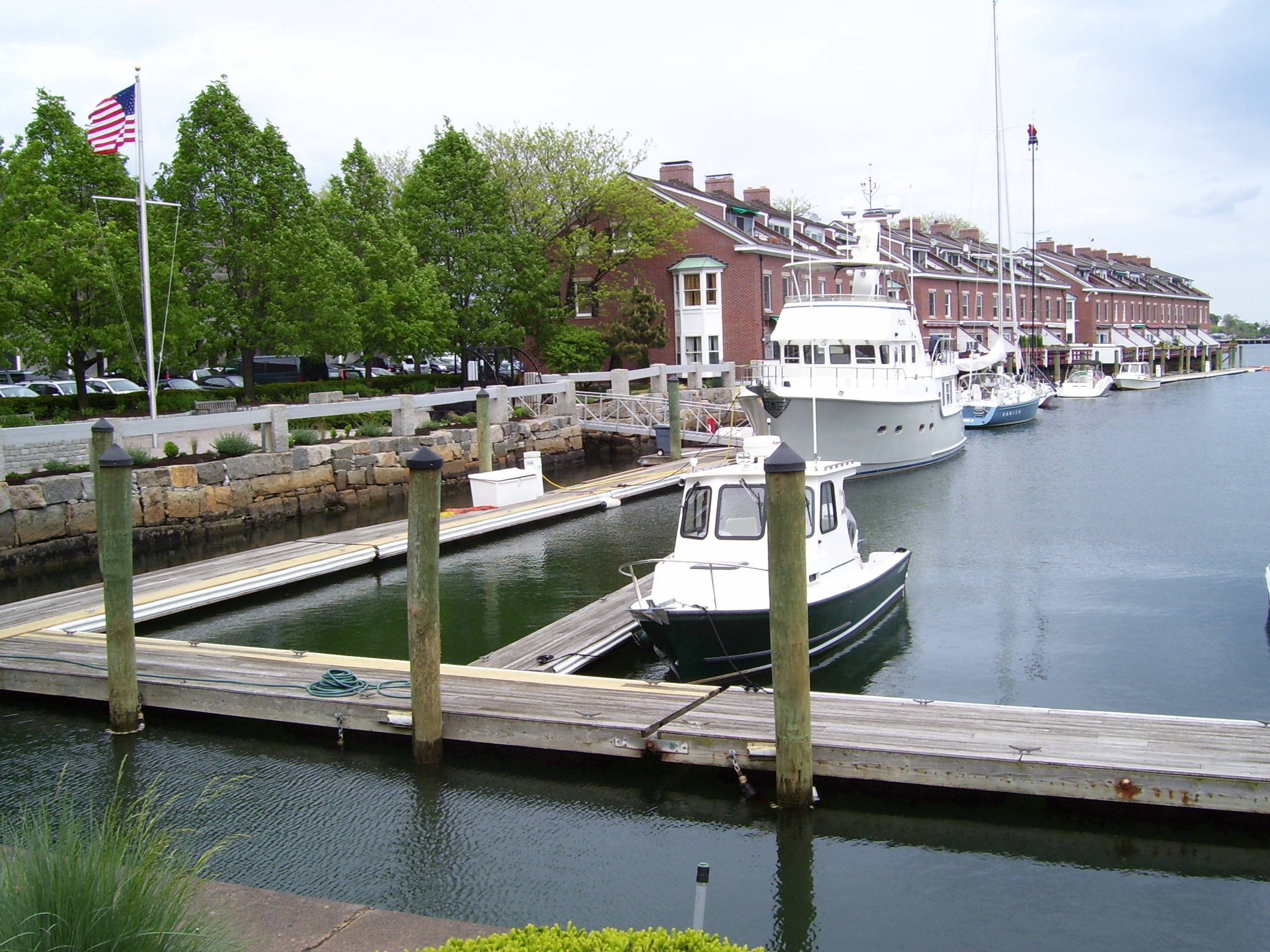
Union Wharf
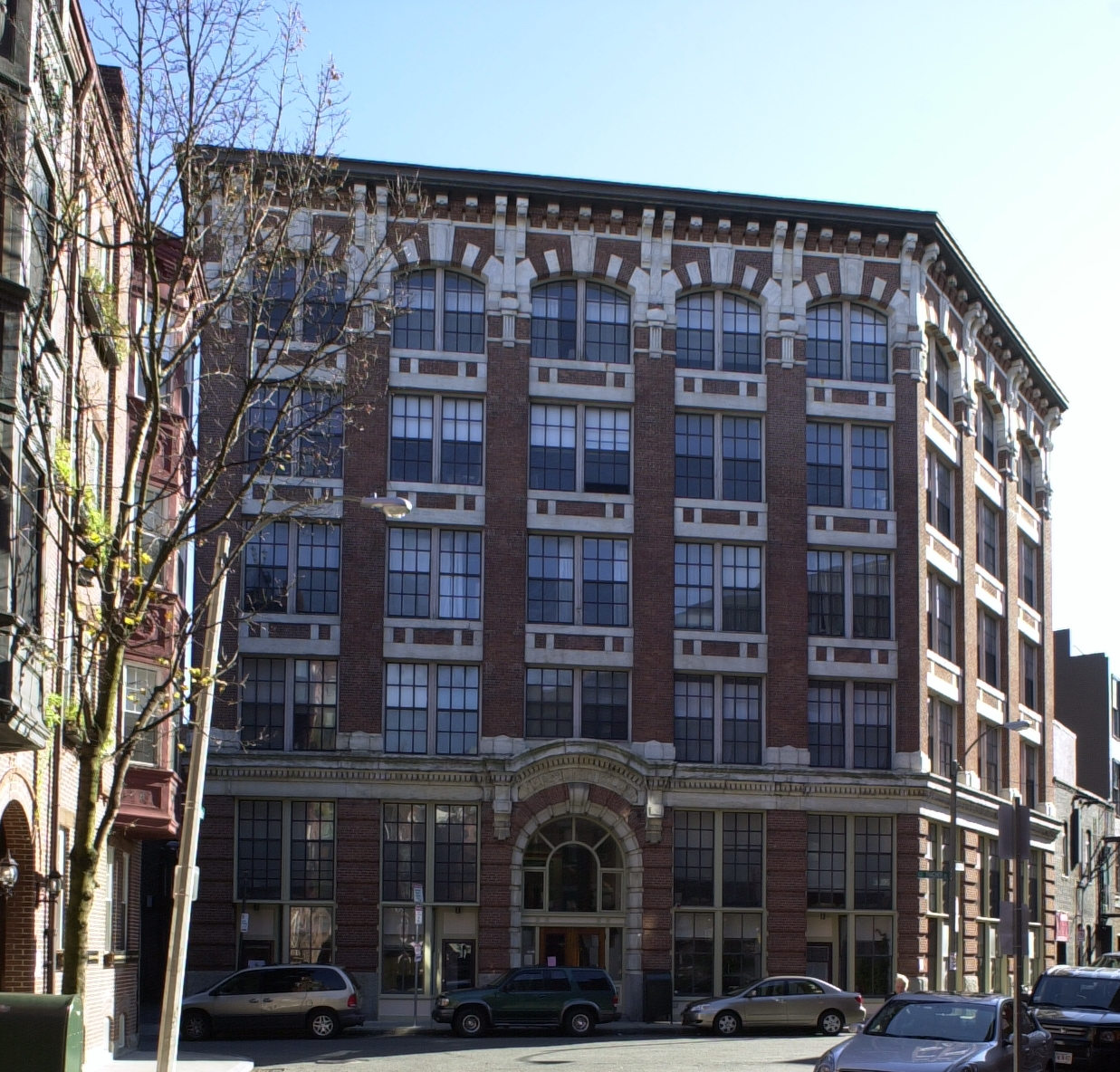
Vermont Building
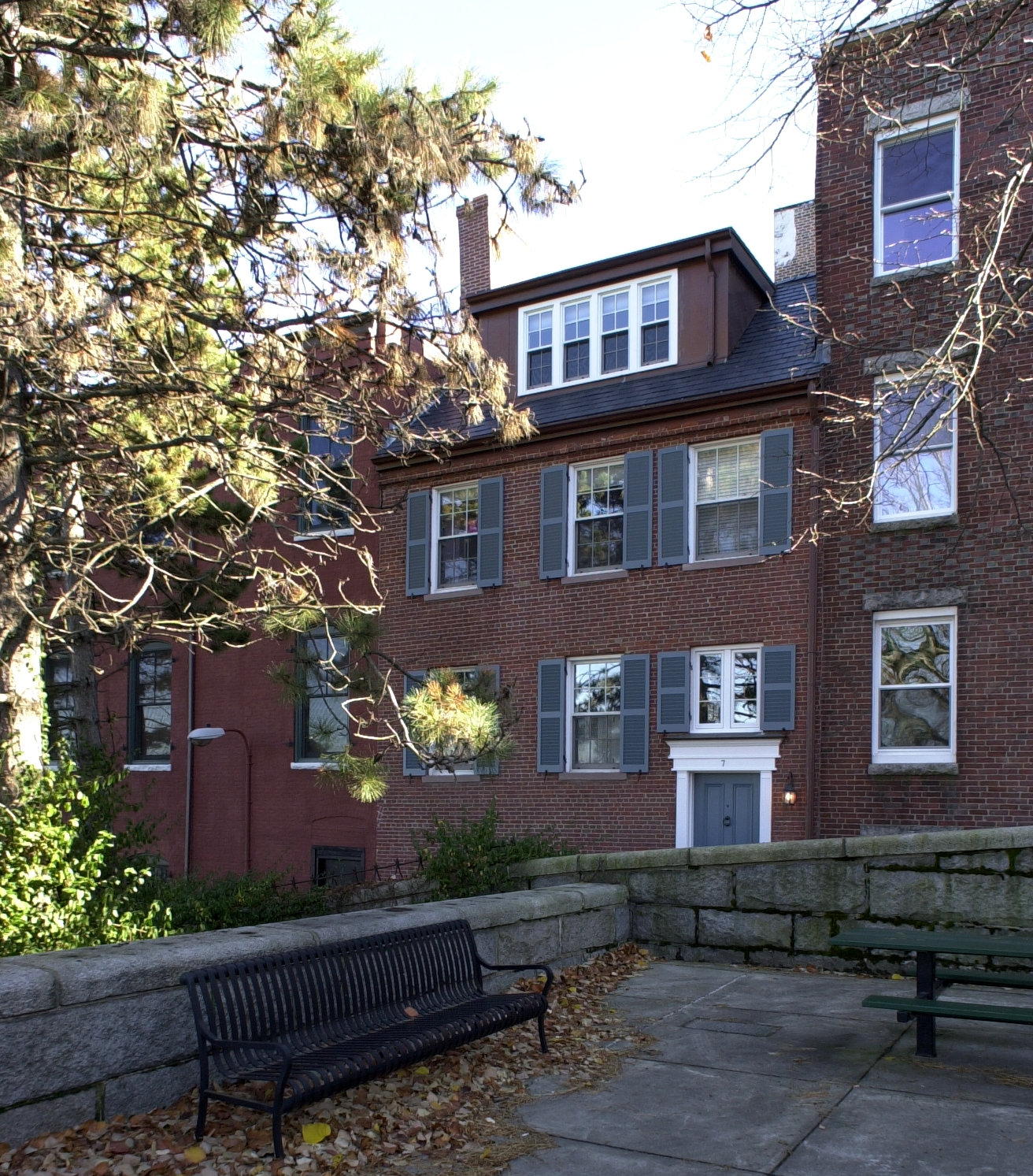
Ozias Goodwin House
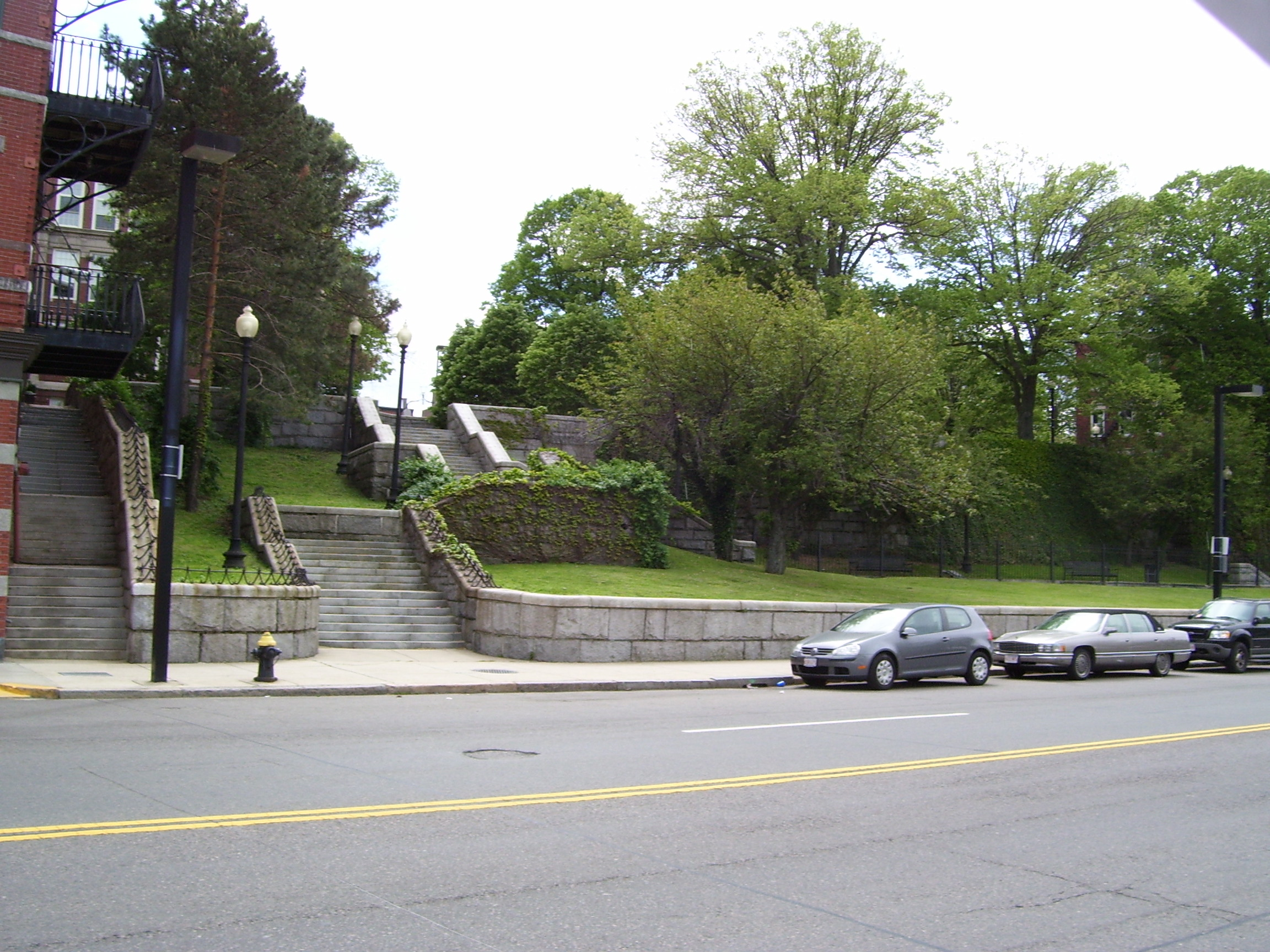
Copp's Hill Terrace
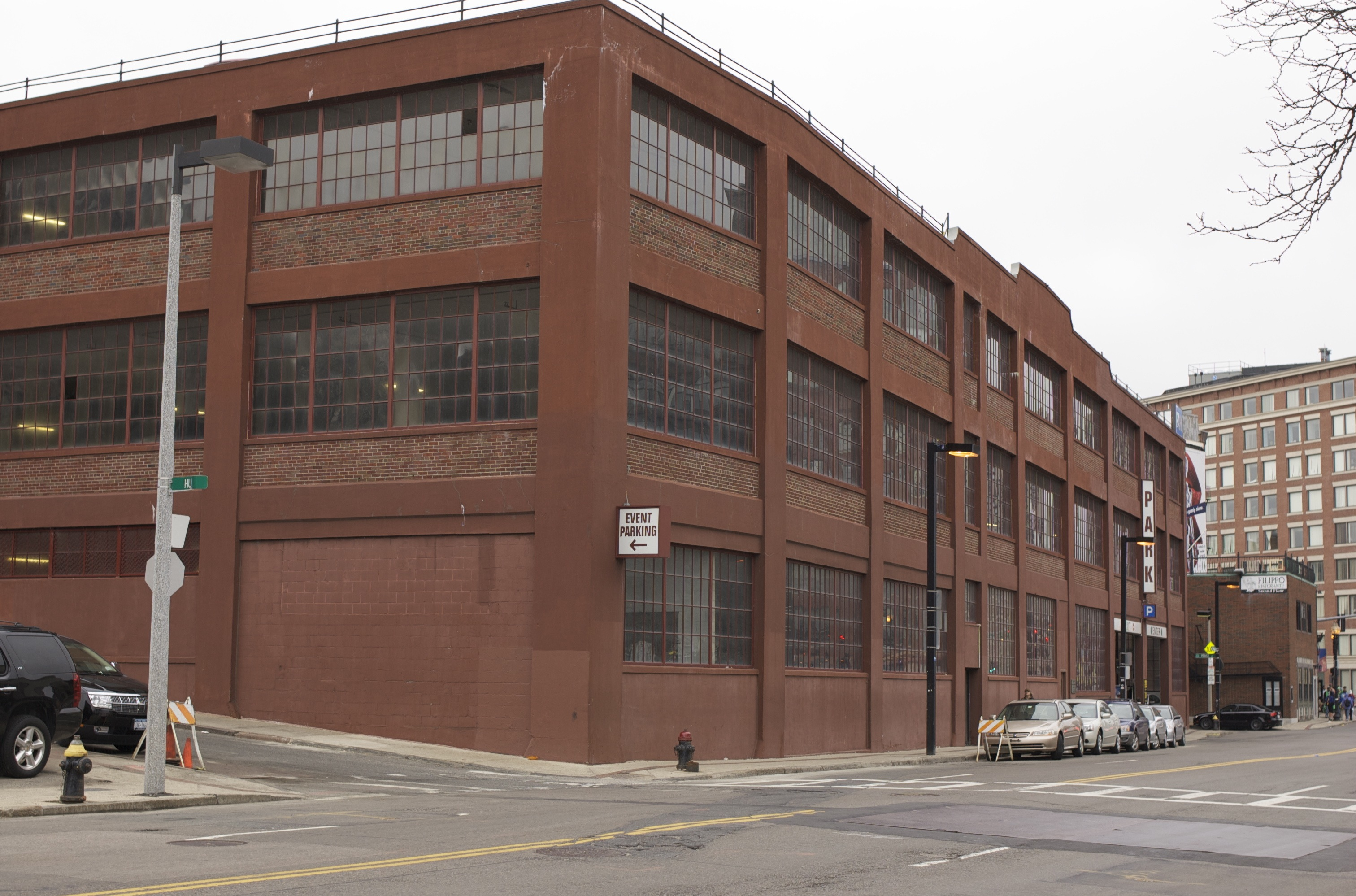
North Terminal Garage
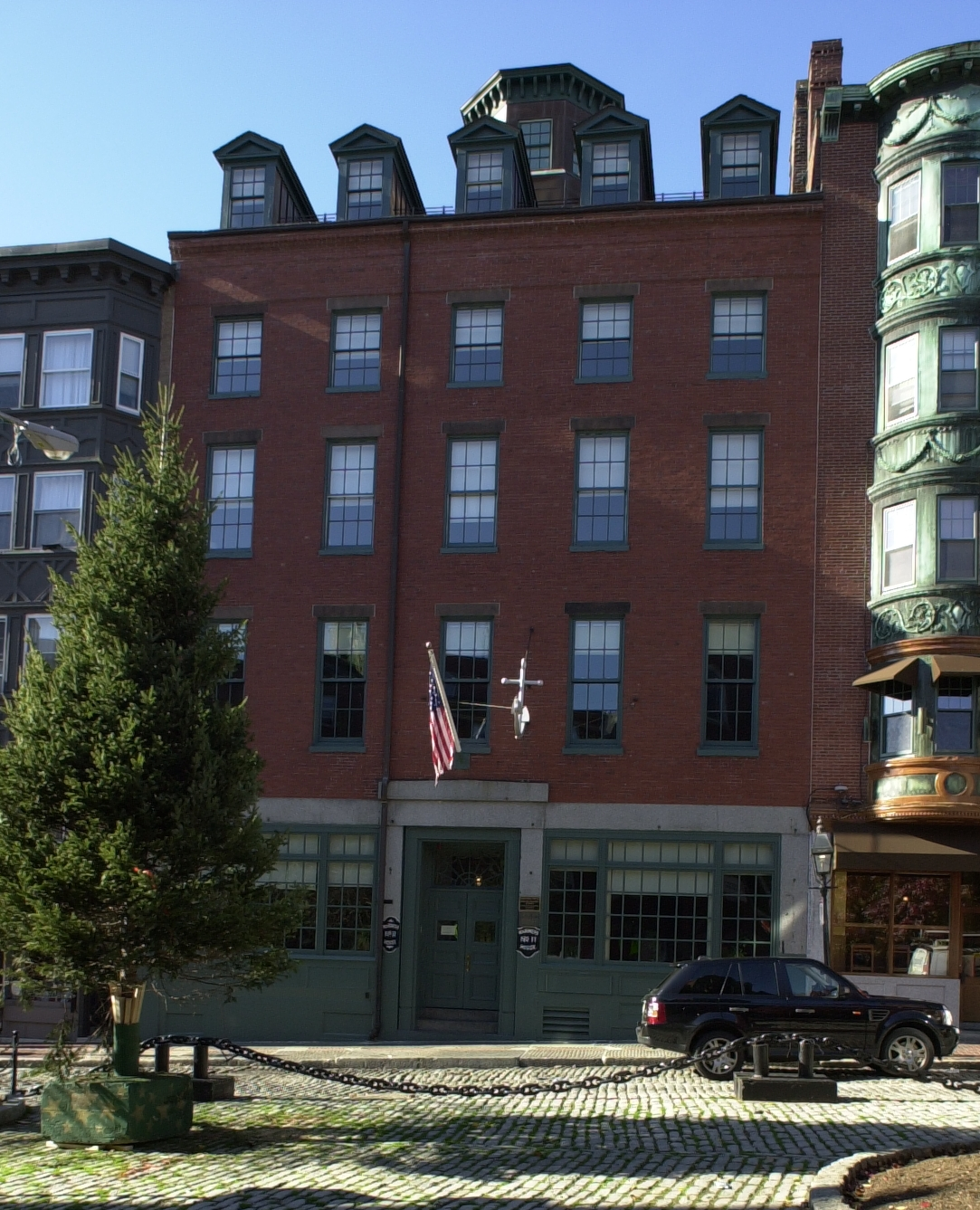
Mariners House

## Transports
Le North End a des rues étroites et denses. Il n'y a pas de grands axes qui traversent le North End, et presque tous les trajets effectués dans le quartier sont faits à pied. Commercial Street dispose de deux voies de circulation dans chaque sens et tourne autour du périmètre de North End. North Washington Street est la route qui possède le volume de circulation le plus élevé dans la région. 
Le North End est accessible par les transports en commun, y compris les lignes orange et verte du métro à la fois à Haymarket et North Station, par la ligne bleue du métro à Aquarium Station, et par les lignes de bus 4, 89/93, 92, 93, 111, 117, 191, 192, 193, 325, 326, 352, 354, 424, 426, 426/455, et 428. Il est également accessible par ferry à Rowes Wharf.

## Personnalités liées au quartier
- Increase Mather (21 juin 1639 à Dorchester - 23 août 1723 à North End), était un ministre du culte puritain, auteur et pédagogue américain, dernier fils de Richard Mather, puritain anglais qui avait fui les persécutions anglaises en émigrant en 1635, et père du révérend Cotton Mather.
- Cotton Mather (12 février 1663 à North End - 13 février 1728 à North End) était un ministre du culte puritain, auteur prolifique et pamphlétaire, fils du révérend Increase Mather.
- Thomas Hutchinson (9 septembre 1711–3 juin 1780) était le gouverneur de la colonie du Massachusetts entre 1771 et 1774.
- Paul Revere (1er janvier 1735 à North End- 10 mai 1818 à Boston) était un orfèvre américain,  patriote de la Révolution américaine. Immortalisé pour ses gestes héroïques lors de la batailles de Lexington et Concord, il est connu pour sa course à cheval dans la nuit du 18 avril 1775, la « Midnight Ride ».
- David Walker (27 septembre 1796-28 juin 1830), est un abolitionniste américain. Alors qu'il vit à North End, il publie Walker's Appeal to the Coloured Citizens of the World, un appel à l'union des Noirs face à l'esclavagisme qui connaît un grand retentissement et influence par la suite de nombreux activistes.
- John Francis Fitzgerald, (né le 11 février 1863 à North End et mort le 2 octobre 1950). Père de Rose Elizabeth Fitzgerald, beau-père de Joseph Patrick Kennedy et grand-père maternel du 35e Président des États-Unis John Fitzgerald Kennedy, il est membre de la Chambre des représentants des États-Unis avant d'être élu maire de Boston en 1906.
- Charles Ponzi (3 mars 1882-18 janvier 1949) qui s'est installé à North End à son arrivée aux États-Unis est un escroc italo-américain, concepteur d'un mode d'escroquerie élaboré sur une chaîne d'emprunt dont la plus connue est la chaîne de Ponzi.
- Rose Fitzgerald Kennedy (née le 22 juillet 1890 dans le North End et décédée le 22 janvier 1995) était l'épouse de Joseph Patrick Kennedy et la mère du président John Fitzgerald Kennedy.
- Tony DeMarco (né le 14 janvier 1932 à North End), champion du monde des poids welters en 1955.

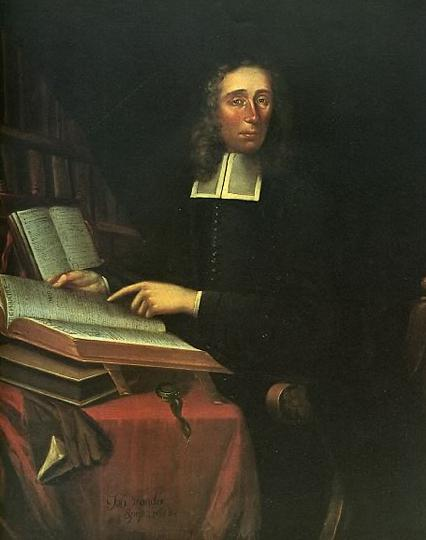
Increase Mather, 1688, par John van der Spriett
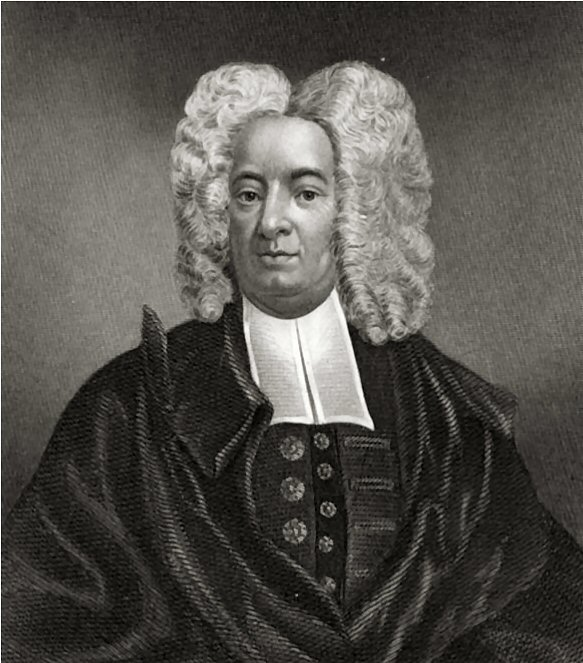
Cotton Mather, 1688, par John van der Spriett
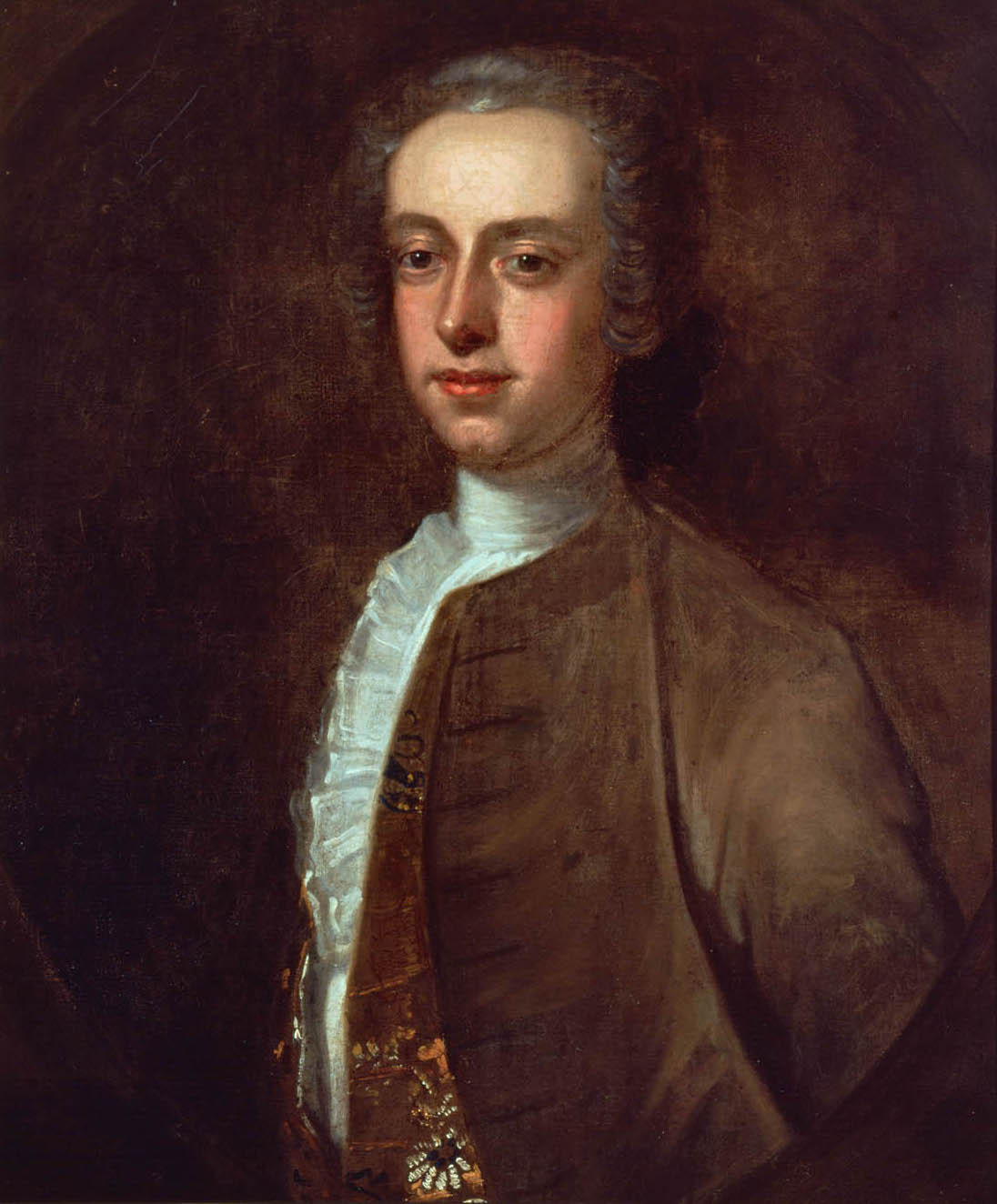
Portrait de Thomas Hutchinson par Edward Truman
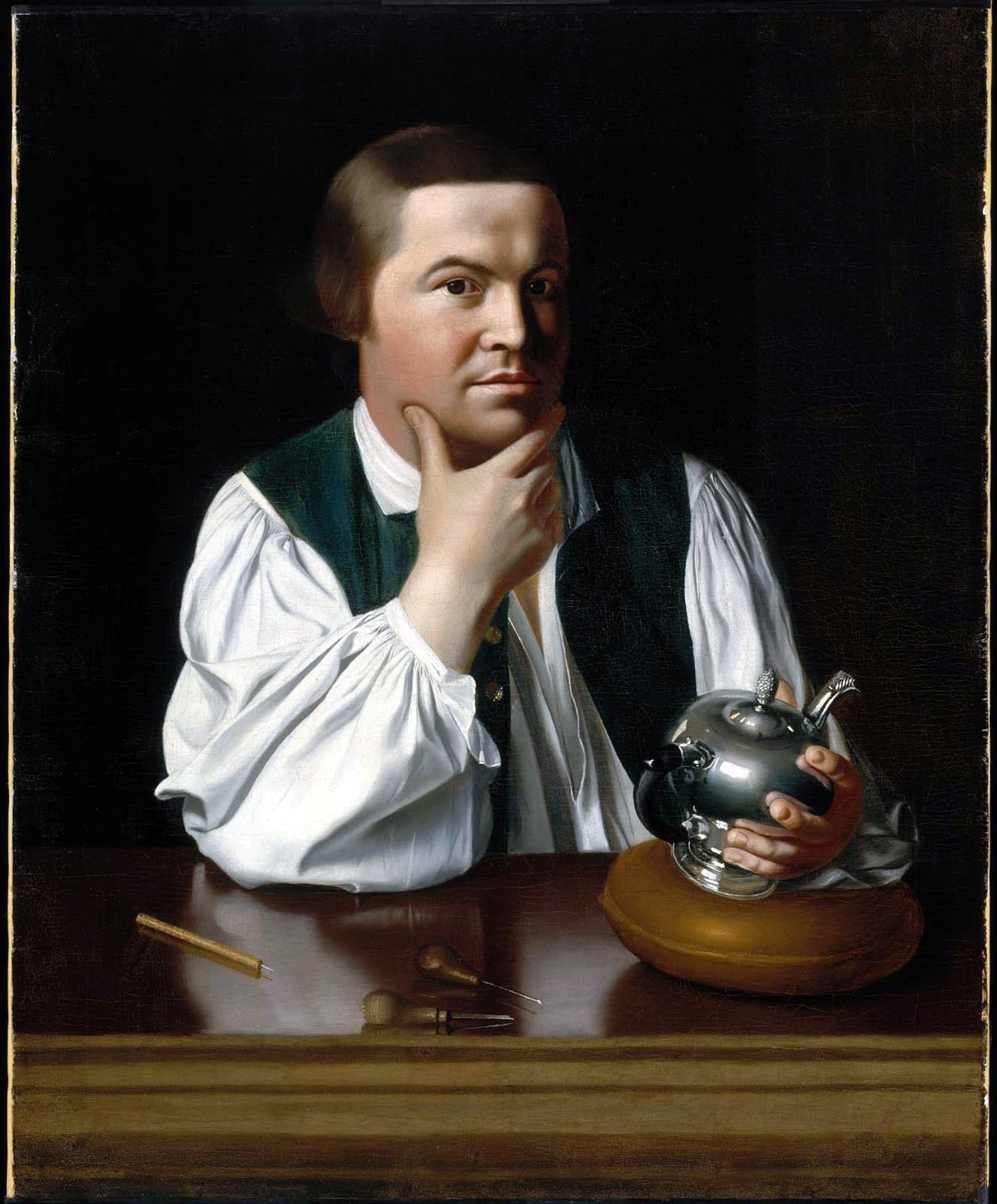
Paul Revere
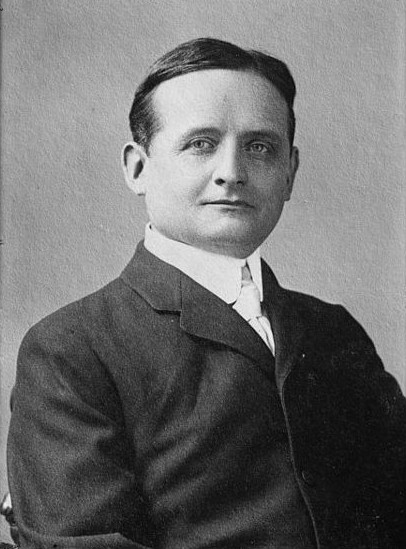
John Francis Fitzgerald
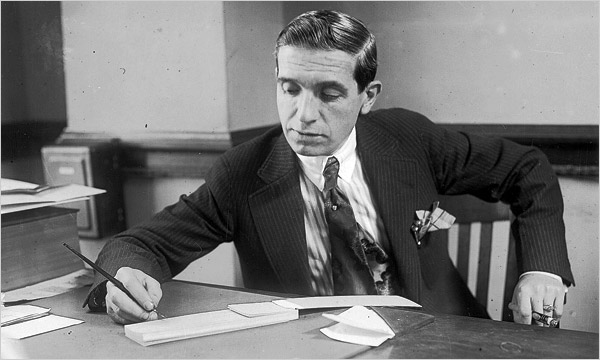
Charles Ponzi
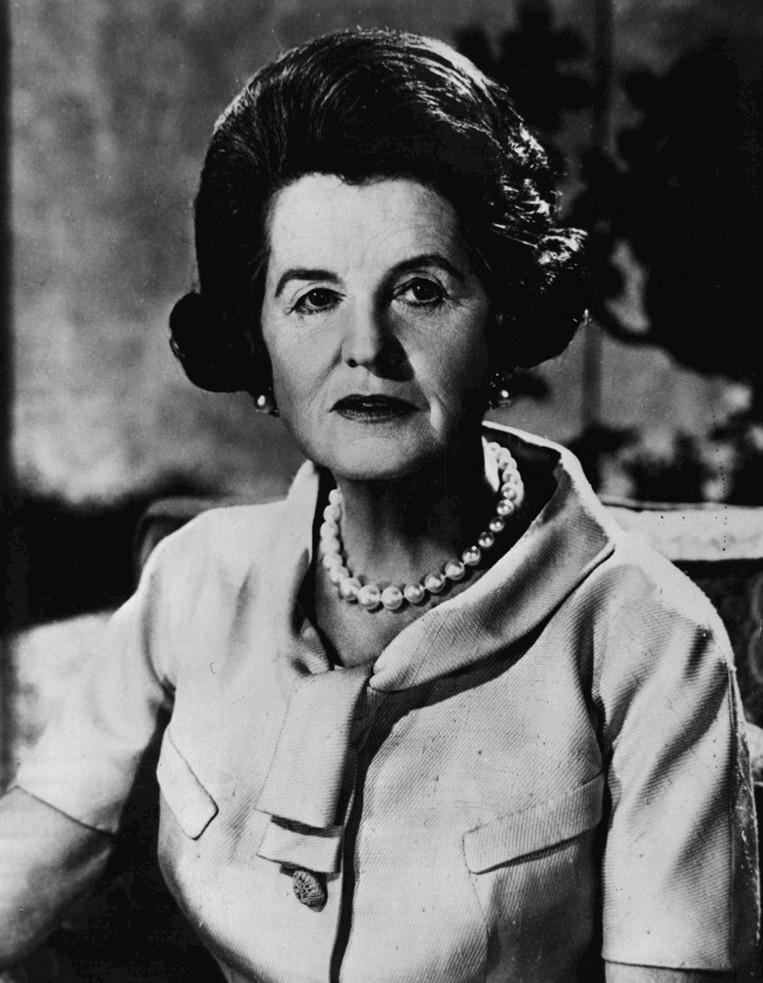
Rose Fitzgerald Kennedy
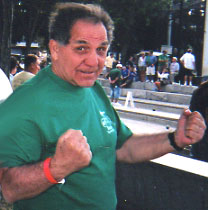
Tony DeMarco